# Кислороден дифлуорид
Кислородният дифлуорид (OF2) е химично съединение, представляващо безцветен газ. Директно двата елемента – кислород и флуор – се съединяват само при охлаждане под действието на електричен разряд – получава се O2F2. Кислородният дифлуорид е нетраен и постепенно се разпада на съставящите го елементи. Той е най-стабилното кислородно съединение на флуора. Взаимодействието е много енергично и се извършва с взрив. Експлозията настъпва при възпламеняване, но в много случаи и самопроизволно. Всички флуорни киселини са отровни. Те се натрупват постепенно в организма, което довежда до сериозни отравяния.